# Думитра (Алба)
Думитра (рум. Dumitra) насеље је у Румунији у округу Алба у општини Сантимбру. Oпштина се налази на надморској висини од 300 m.

## Становништво
Према подацима из 2002. године у насељу је живело 107 становника, од којих су сви румунске националности.